# 昂夫龙维尔
昂夫龙维尔（法語：Envronville，法語發音：[ɑ̃vʁɔ̃vil]）是法国滨海塞纳省的一个市镇，属于勒阿弗尔区。

## 地理
昂夫龙维尔（49°39'43"N, 0°40'11"E）面积6.22 平方千米，位于法国诺曼底大区滨海塞纳省，该省份为法国北部沿海省份，其西部及北部濒大西洋英吉利海峡，东起顺时针与索姆省、瓦兹省、厄尔省和卡爾瓦多斯省接壤。
与昂夫龙维尔接壤的市镇（或旧市镇、城区）包括：克利蓬维尔、埃克雷特维尔莱邦、欧托勒瓦图瓦、罗克福尔、泰尔德科。

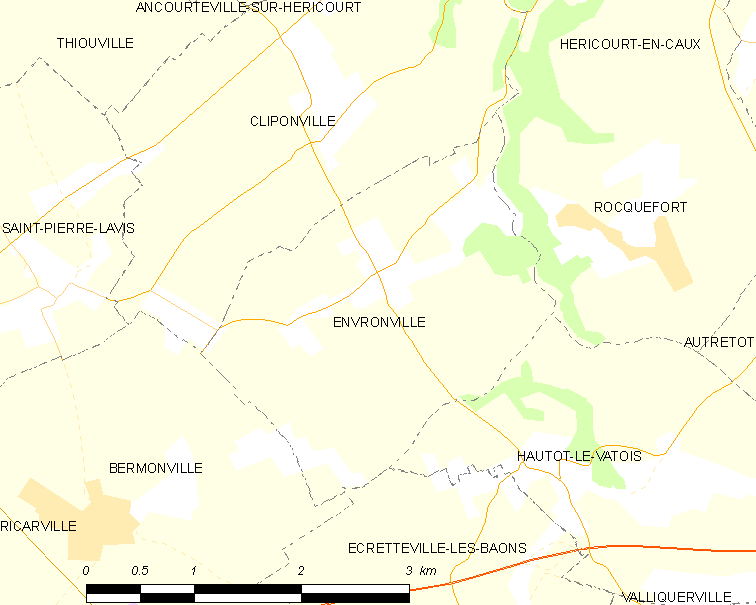
昂夫龙维尔的OSM定位图

昂夫龙维尔的时区为UTC+01:00、UTC+02:00（夏令时）。

## 行政
昂夫龙维尔的邮政编码为76640，INSEE市镇编码为76236。

## 政治
昂夫龙维尔所属的省级选区为科地区圣瓦勒里县。

## 人口

1962-2008年间昂夫龙维尔人口变化图示

昂夫龙维尔于2022年1月1日时的人口数量为361人。